# بريان وونغ
بريان وونغ (بالصينية: 王禄江؛ بالإنجليزية: Bryan Wong) هو مقدم تلفزيوني سنغافوري، ولد في 30 يناير 1971 في سنغافورة.

## وصلات خارجية
- بريان وونغ على موقع IMDb (الإنجليزية)